# Комсомолец (Удмуртия)
Комсомо́лец — деревня в Игринском районе Удмуртской Республики.
Центр муниципального образования «Комсомольское».
Возле деревни проходит европейский автомобильный маршрут из британского Холихеда в Ишим Е22.

## География
Расстояние от районного центра до деревни около 3 километров.

## Население
| 2010 | 2012 |
| ---- | ---- |
| 440  | ↘436 |

## Местное самоуправление
Деревня в административном плане относится к муниципальному образованию «Комсомольское», Игринского района, Удмуртской Республики.

## Инфраструктура
- Центр муниципального образования
- Фельдшерско-акушерский пункт
- Игринский мясокомбинат

## Улицы
- 1-я Набережная
- 2-я Набережная
- Парковая
- Прудовая
- Северная
- Сибирская
- Солнечная
- Школьная
- Южная

Переулок
- Школьный